# Manuel Ferraz de Campos Sales
Manuel Ferraz de Campos Sales (Campinas (São Paulo), 15 februari 1841 - Santos (São Paulo), 28 juni 1913) was een Braziliaans politicus en president van 1898 tot 1902.
Sales was naast politicus ook advocaat en bezat een koffieplantage. Voor zijn presidentschap was hij drie keer provincieraadslid, Minister van Justitie (1889-1891), Senator (1891-1896) en president van São Paulo (1896-1897). Het hoogtepunt van zijn carrière was het presidentschap, dat hij van 1898 tot 1902 bekleedde. Zijn ambtstermijn werd gekenmerkt door zware besparingen en financiële hervormingen. Na zijn presidentschap keerde hij terug naar de Senaat.
Deodoro da Fonseca ·
Peixoto ·
Morais ·
Campos Sales ·
Alves ·
Pena ·
Peçanha ·
Fonseca ·
Brás ·
Alves ·
Moreira ·
Pessoa ·
Bernardes ·
Luís ·
Prestes ·
(Junta van 1930) ·
Vargas ·
Linhares ·
Gaspar Dutra ·
Vargas ·
Café Filho ·
Luz ·
Ramos ·
Kubitschek ·
Quadros ·
Ranieri Mazzilli ·
Goulart ·
Ranieri Mazzilli ·
Castelo Branco ·
Costa e Silva ·
(Junta van 1969) ·
Garrastazu Médici ·
Geisel ·
Figueiredo ·
Neves ·
Sarney ·
Collor ·
Franco ·
Cardoso ·
Lula da Silva ·
Rousseff ·
Temer ·
Bolsonaro ·
Lula da Silva
- Biblioteca Nacional de España: XX1245116
- Bibliothèque nationale de France: cb10106791v (data)
- Gemeinsame Normdatei: 120606550
- International Standard Name Identifier: 0000 0000 8098 197X
- Library of Congress Control Number: n83154988
- Nationale Bibliotheek van Israël: 987007425421905171
- Nederlandse Thesaurus van Auteursnamen: 073982741
- Système universitaire de documentation: 137039670
- Virtual International Authority File: 19666550
- WorldCat: E39PBJwttpt3wQ7gbdwJ7KvPwC